# Myzostoma holotuberculatum
Myzostoma holotuberculatum is een ringworm uit de familie Myzostomatidae.
Myzostoma holotuberculatum werd in 1940 voor het eerst wetenschappelijk beschreven door Jägersten.